# Robert Tijdeman
Robert Tijdeman (sinh ngày 30 tháng 7 năm 1943 tại Oostzaan, Bắc Holland) là nhà toán học Hà Lan. Với chuyên môn trong lý thuyết số, ông được biết đến bởi định lý Tijdeman.Ông là giáo sư dạy toán tại đại học Leiden kể từ 1975, và là trưởng ban toán học và khoa học máy tính tại Leiden từ 1991 đến 1993. Ông đồng thời cũng là chủ nhiệm của hiệp hội toán học Hà Lan kể từ 1984 đến 1986.